# Cintigrafia óssea

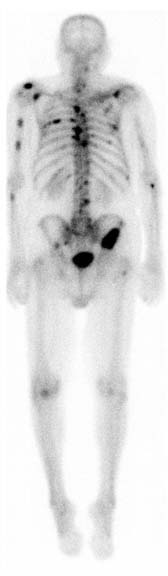
Exemplo de gamagrafia de corpo inteiro.

Cintigrafia óssea ou gamagrafia óssea é uma técnica de diagnóstico por imagem de medicina nuclear usada para diagnosticar várias condições ósseas, incluindo cancro (primário ou metástase) no osso, osteíte(inflamação do osso), fraturas ou fissuras ósseas (que podem não ser visíveis em imagens de raios X tradicionais) e infecção óssea (como artrite séptica).
A cintigrafia fornece imagens funcionais, permitindo a visualização do metabolismo ósseo ou da remodelação óssea, que técnicas de imagem como tomografia simples e raio X não conseguem. O PET Scan (tomografia por emissão de positrões) também permite imagens funcionais do metabolismo, mas é consideravelmente mais caro.

## Técnica

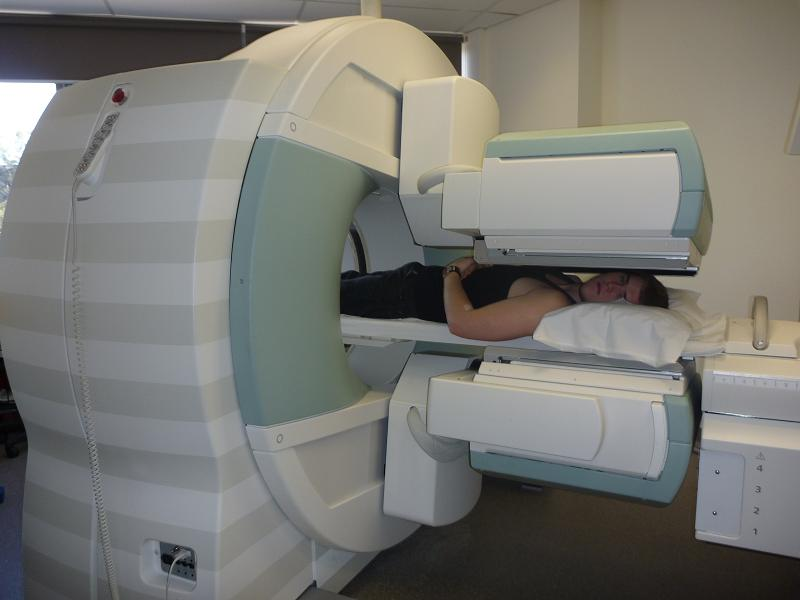
Câmera gama examinando um paciente

Injetando 6.3 milisievert (mSv) de Tecnécio 99m as imagens do metabolismo ósseo podem ser obtidas em 2 a 5h depois. Normalmente produz uma imagem anterior e uma posterior, mas pode ser combinado com uma Tomografia computadorizada por emissão de fóton único (SPECT) para maior especificidade.